# سری‌واستاتین
سری‌واستاتین (انگلیسی: Cerivastatin) (با نام تجاری Baycol و Lipobay) یک داروی صناعی از دسته استاتین ها است که برای کاهش کلسترول و جلوگیری از بیماری های قلبی عروقی به کار میرود. این دارو در سال ۲۰۰۱ مییلادی به‌دلیل گزارش‌هایی مبنی بر رابدومیولیز کشنده و نارسایی کلیوی ناشی از آن، از بازار جهانی خارج شد.